# 布赖特布伦
布赖特布伦是德国巴伐利亚州的一个市镇。总面积12.40平方公里，总人口1024人，其中男性529人，女性495人（2011年12月31日），人口密度83人/平方公里。